# 1530 en santé et médecine
| Années de la santé et de la médecine : 1527 - 1528 - 1529 - 1530 - 1531 - 1532 - 1533    |
| Décennies de la santé et de la médecine : 1500 - 1510 - 1520 - 1530 - 1540 - 1550 - 1560 |

## Fondation
- L'hôpital  Saint-Sébastien de Toulouse, construit entre 1508 et 1514 « à l'instigation du capitoulat et grâce à des dons privés pour recevoir les pestiférés », accueillera dorénavant « les pauvres valides étrangers à la ville (et, à partir de 1543, l'excédent des pauvres de l'hôpital Saint-Jacques[1]) ».

## Événements
- François Rabelais s’inscrit à la faculté de médecine de Montpellier, où il est reçu bachelier la même année[2].
- Le théologien et naturaliste allemand Otto Brunfels (c.1488-1534), auteur d'un herbier illustré intitulé Herbarum vivae eicones, est reçu docteur en médecine à Bâle[3].

## Publications
- Le médecin, naturaliste, philosophe et poète Girolamo Fracastoro (1478-1553) qui, dans ses lettres de 1521 au cardinal Bembo, a nommé pour la première fois « syphilis » le « mal français », fait imprimer à Vérone un poème intitulé Syphilidis, sive morbi gallici, libri tres[4].
- Sous le titre de De simplicium medicamentorum facultatibus[5],[6], publication à Paris, chez Simon de Colines, de la traduction latine du traité des Simples de Galien par Thierry Gheeraerds di Gouda[7].
- 1530-1536 : Otto Brunfels (c.1488-1534), théologien et naturaliste allemand, fait imprimer à Strasbourg, chez Johann Schott, fils et successeur de Martin, son Herbarum vivae eicones, herbier médicinal illustré par Hans Weiditz (en), probablement élève de Dürer[3].

## Naissances
- 30 septembre : Girolamo Mercuriale (mort en 1606), médecin et philologue italien[8].
- Giulio Cesare Aranzio (mort en 1589), anatomiste et chirurgien italien[9],[10].
- Jean Nicot (mort en 1604), ambassadeur de France à Lisbonne, célèbre pour avoir introduit le tabac en France et avoir donné son nom à la nicotine[11].

## Décès
- Jacopo Berengario da Carpi (né vers 1457), médecin, anatomiste et chirurgien italien dont les Commentaires sur Mondino (1521) sont le premier traité imprimé comportant des illustrations anatomiques[12],[13].
- Joseph Grünpeck (né en 1473), clerc, humaniste, médecin, astrologue et humaniste allemand, auteur en 1503 du Libellus de mentulagra alias morbo gallico (« De la mentulagre ou du mal français »), un des premiers ouvrages sur la syphilis[14],[15].